# Saint-Aubin-des-Bois (Eure-et-Loir)
Saint-Aubin-des-Bois település Franciaországban, Eure-et-Loir megyében. Lakosainak száma 1127 fő (2022. január 1.). Saint-Aubin-des-Bois Bailleau-l’Évêque, Cintray, Amilly és Saint-Luperce községekkel határos.

## Népesség
A település népessége az elmúlt években az alábbi módon változott:
| Lakosok száma | 313  | 614  | 868  | 954  | 951  | 971  | 1016 | 1055 | 1055 | 1127 |
|               | 1968 | 1982 | 1990 | 2006 | 2013 | 2015 | 2017 | 2019 | 2020 | 2022 |